# Liu tao
A Liu tao az ókori kínai hadtudományos irodalom egyik kiemelkedő alkotása. A hagyomány a művet a Taj Kung (Tai Gong) (太公) tiszteleti néven emlegetett Csiang Ce-ja (Jiang Ziya)nak (姜子牙; i. e. 11. század) tulajdonítja, aki egyike Kína legkorábbi név szerint ismert tábornokainak. Valójában nem keletkezhetett az i. e. 4–3. századnál korábban. A hat fejezetből álló mű Taj Kung (Tai Gong) politikai és hadászati útmutatásait tartalmazza, amelyet a Csou (Zhou)-dinasztia Ven (Wen) és Vu (Wu) királya számára adott elő. A 11. században összeállított hadművészeti kánon egyik műve.

## Keletkezése
A hagyomány a művet a Taj Kung (Tai Gong) (太公) tiszteleti néven emlegetett Csiang Ce-ja (Jiang Ziya)nak (姜子牙; i. e. 11. század) tulajdonítja, aki egyike Kína legkorábbi név szerint ismert tábornokainak. Ebből a korszakból azonban nem maradtak fenn hiteles szövegek, így ennek a műnek is aligha lehetett a félig legendás hadvezér a szerzője. A Liu tao nem csupán a hadviselés és a stratégia, taktika kérdéseit tárgyalja, de részletesen kitér a kormányzás alapelveire is, amelyből egyértelműen felfedezhető a legista szellemiség. Nem csupán a politikai elméletek újszerűsége, de a hadtudományos passzusokban fellelhető technikai részleteke is megerősítik azt a feltételezést, hogy a mű nem keletkezhetett régebben az i. e. 3. századnál. Hiszen részletes leírások olvashatók, a könnyűlovasságról, a kard használatról, a számszeríjász-alakulatokról stb., amelyek az i. e. 3. század előtt csak szórványosan léteztek Kína fejedelemségeiben, de semmiképpen nem jelentek meg olyan általánosságban, amilyen természetességgel a mű szerzője értekezik azokról.
A mű címének értelmezése sem egyértelmű. Még a mai kommentárszerzők és filológusok is különböző véleményen vannak a mű címének értelmezése kapcsán. A problémát a tao (韜) szó okozza, hiszen elsődleges jelentése: ’betakar’, ’bebugyolál’ vagy ’lefed’. A hadviseléssel kapcsolatos szövegekben ez a szó olyan kontextusban jelenik meg, hogy íjat bebugyolálni szövetbe, selyembe, azért, hogy szállítható, hordozható legyen. Később a szó egyfajta puzdrát, tegezt jelölt. A Han-korban jelentése kiegészült az ’elrejt’, ’eltitkol’ jelentéssel. A mű magyar fordítója, Tokaji Zsolt A hat titkos tanítás változatot javasolja, összhangban a mű angol nyelvű fordításának címével: Six Secret Teachings.

## Tartalma
A hat fejezetre tagolt mű a maga nemében szigorú logikát követve épül fel. Az első részben, a „Civil titkos tanítás”-ban (Ven tao (Wen tao) 文韜) a kormányzás alapelveit tárgyalja a szerző, kitér a jutalmazások és a büntetések szabályaira, valamint az uralkodáshoz és a hadviseléshez szükséges erényekre. A második részben, a „Katonai titkos tanítás”-ban (Vu tao (Wu tao) 武韜) a parancsok, utasítások elméleti és gyakorlati aspektusairól olvashatunk, bár azoknak még mindig sokkal inkább a civil politikai, közigazgatási vonatkozásaiban. A „Sárkány titkos tanításá”-ban (Lung tao (Long tao) 龍韜) részletes leírás található a korabeli kínai hadseregszervezésről, a hadvezértől, tábornoktól megkövetelendő tulajdonságokról, a hadvezér kiválasztásának módjáról, a titkos jelekről, üzenő-pálcákról stb., valamint az ókori Kína két legérdekesebb, és egyben legjelentősebb katonai kérdéséről, a stratégiai hatalomról (si (shi) 勢) és a hadsereg formabontó taktikai alkalmazásáról (csi (qi) 奇). A negyedik fejezet, a „Tigris titkos tanítása” (Hu tao (Hu tao) 虎韜) a hadsereg arzenálját, technikai repertoárját veszi nagyító alá, részletes leltárt adva, pl. a harci szekerek fajtáiról és a szükséges mennyiségről, de a különböző hadászati műveletekről (pl. határátlépés, erődítmény bevétele, pihenő tartás stb.) is ebben a fejezetben esik szó. Az ötödik fejezet, a „Párduc titkos tanítása” (Pao tao (Bao tao) 豹韜) a hadviselés gyakorlati kalauza. A szerző részletesen tárgyalja a különböző ellenség típusokat, de a hadműveletek számára legnagyobb kihívást okozó terepviszonyokon alkalmazandó taktikai fogasokról is itt ejt szót. Az utolsó fejezetben, a „Kutya titkos tanításá”-ban (Csüan tao (Quan tao) 犬韜) a különböző haderőnemek összeválogatásáról, használatáról és a kiképzésről olvashatunk.

## Magyar fordítása
- Taj Kung hat titkos tanítása; in: A háború törvényei; ford., jegyz., bev., tan. Tokaji Zsolt; Helikon, Bp., 2016 (Harcosok ösvényén)

## Külső hivatkozás
- A Liu tao teljes szövege kínaiul – Chinese Text Project